# E Polis
E Polis SpA è stata una società editrice italiana, con sede a Cagliari, fondata nel 2004 dall'imprenditore Nicola Grauso. La società pubblicava diciotto testate giornalistiche locali. Particolarità dei quotidiani EPolis era la formula free pay: gran parte dei giornali stampati venivano diffusi gratis attraverso le reti distributive commerciali (esercizi commerciali e ipermercati) mentre una minima parte era in vendita in edicola.

## Storia
Dopo la cessione dell’Unione Sarda all’imprenditore Sergio Zuncheddu, che negli accordi prevedeva l’impegno di non pubblicare niente in Sardegna per cinque anni, alla scadenza della data stabilita Grauso torna in campo con nuove idee. Creò un network di testate locali collegate a una sola testata EPolis, in questo modo mise sul mercato un unico quotidiano a diffusione nazionale con ramificazioni nelle varie regioni.
Ha iniziato pubblicando due testate giornalistiche locali legate alla Sardegna, Il Giornale di Sardegna e Il Nord Sardegna, in seguito riunite in Il Sardegna. Il primo progetto Il Giornale di Sardegna fu realizzato tra il 2002 e il 2003 da Piergiorgio Maoloni e da Antonio Cipriani che lo ha anche diretto sin dal primo numero. Nel 2005 la grafica è stata rivista dallo Studio Cases. Con il lavoro in coppia di Sergio Juan e di Antonio Cipriani è nato prima Il Sardegna, poi il Progetto E Polis.
Il Sardegna fece il suo debutto in edicola il 1º ottobre 2004, allo scadere di un patto quinquennale di non concorrenza siglato con Sergio Zuncheddu, editore dell'Unione Sarda (di cui Grauso è stato proprietario fino al 1999). Il nome della testata è stato abbreviato ne il Sardegna dalle due edizioni Il Giornale di Sardegna per il capo di sotto ed Il Nord Sardegna per il capo di sopra. Inizialmente con redazione a Cagliari e uffici di corrispondenza a Nuoro, Sassari, Oristano, Carbonia, Macomer, Lanusei e Olbia, il 19 settembre 2005 ha lanciato una edizione dedicata al nord della Sardegna, con redazione a Sassari e Olbia, distribuita nelle province di Sassari e Nuoro, raggiungendo una diffusione di circa 50 000 copie nel 2006. La testata era divenuta, nel corso del tempo, il terzo quotidiano sardo dopo L'Unione Sarda e La Nuova Sardegna.
Nel corso del 2006 l'editore ha lanciato una serie di giornali locali che condividono con la redazione cagliaritana le pagine nazionali, mentre redazioni distribuite nelle varie città producono le pagine relative al territorio interessato. Sono così nati il Padova (21 febbraio 2006), il Venezia e il Mestre (2 marzo 2006), il Treviso (14 marzo 2006), il Vicenza (16 marzo 2006), il Verona (21 marzo 2006), il Bergamo (23 marzo 2006), il Brescia (30 marzo 2006), il Firenze (20 giugno 2006), E Polis Roma e E Polis Milano (28 settembre 2006), e infine Il Bologna e Il Napoli (6 dicembre 2006).
L'intero gruppo E Polis dichiarava nell'ottobre 2006 una tiratura di circa 780 000 copie, con 136 giornalisti (di cui 40 nella redazione cagliaritana).
Il 20 luglio 2007 a causa di una crisi economica della società, le pubblicazioni di tutti 15 quotidiani E Polis furono sospese. Il 2 agosto dello stesso anno i dipendenti del gruppo furono messi in Cassa integrazione, condizione ribaltata poche settimane dopo, nel settembre 2007 quando la società venne rilevata dall'imprenditore trentino Alberto Rigotti (presidente della Abm Merchant) che siglò con Grauso un protocollo d'intesa per il rilancio del gruppo editoriale. L'accordo ha determinato un aumento di capitale, la conferma alla linea editoriale e l'estensione del network di quotidiani.
Con il nuovo assetto societario a far parte del Consiglio di Amministrazione della società e della concessionaria pubblicitaria (che prende il nome di PubliEpolis) era entrato anche il senatore di Forza Italia Marcello Dell'Utri. Il 1º gennaio 2008 Antonio e Gianni Cipriani, direttore responsabile e condirettore dei quotidiani "E Polis" lasciarono entrambi la direzione dei quotidiani; al loro posto subentrò il giornalista Vincenzo Cirillo, ex Repubblica. Nel febbraio del 2008 anche Dell'Utri si dimise in maniera irrevocabile da E Polis e dalla concessionaria pubblicitaria. Nel 2008 E Polis ha avviato una campagna pubblicitaria sulle reti televisive nazionali e registrato una diffusione media certificata di 471 757 copie. salita a 487 775 nel settembre 2009.
Il 31 marzo 2008, il network E Polis si è arricchito di due nuove edizioni locali: E Polis Torino e il Bari.
Le pubblicazioni vengono sospese da fine luglio 2010. Il 9 settembre 2010 viene eseguito lo sfratto dalla sede cagliaritana e il 21 settembre 2010 la stessa sede chiude. Nel gennaio 2011 viene ufficializzato il fallimento dell'azienda. Nel giugno 2014, una inchiesta sul crac finanziario E Polis e Publiepolis, porta in carcere Alberto Rigotti e gli altri vertici aziendali.

## Nome
Il nome della società, scelto dallo stesso Grauso, è scritto, in diverse pagine dei giornali e nei siti internet, con i caratteri dell'alfabeto greco, ἡ πόλις.

## Testate

Logo de il Brescia

Tutte le testate del gruppo E Polis adottavano una politica distributiva innovativa e molto aggressiva, che consisteva da una parte (70%) nella distribuzione gratuita attraverso internet e con dispenser in bar, esercizi commerciali, grande distribuzione, università, uffici privati e pubblici, dall'altra nella vendita, a un prezzo pari alla metà di quello di un normale quotidiano, attraverso il canale tradizionale delle edicole. L'obiettivo non era quello tradizionale della free press, ossia intercettare i pendolari urbani, ma quello di aggredire il mercato dei tradizionali lettori di quotidiani.
L'utilizzo di un doppio canale distributivo aveva provocato, per quanto concerne il Sardegna, numerose proteste da parte degli edicolanti, culminate in un ricorso presentato dal sindacato Sinagi-Cgil e accolto dal Tribunale di Cagliari il 28 gennaio 2006 con un'ordinanza con cui veniva vietata la distribuzione al di fuori delle edicole. Dopo la sospensione delle pubblicazioni e l'accoglimento di una richiesta di sospensiva avanzata d'urgenza dai legali del giornale, questo è tornato regolarmente in edicola il 2 febbraio 2006.

## E Polis Bari
La testata E Polis Bari è l'unica ad aver ripreso le pubblicazioni con un nuovo editore (P.Q.S. - Periodici e Quotidiani del Sud) e un nuovo direttore (Dionisio Ciccarese) ed è distribuita ogni giorno feriale a partire da dicembre 2010.